# Thomas Ustick Walter
Thomas Ustick Walter (Filadélfia, 4 de setembro de 1804 — 30 de outubro de 1887) foi um arquiteto estadunidense. Um dos responsáveis pela modernização da construção do Capitólio dos Estados Unidos.

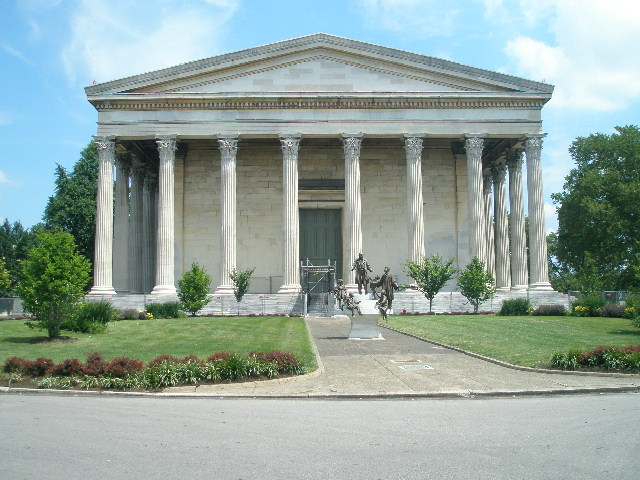
Girard College, Filadélfia

Sepultado no Cemitério Laurel Hill.